# 부채버섯
부채버섯(학명: Panellus stipticus)은 균계의 일종으로 식용 버섯이다. 균류과(Mycenaceae)에 속하며 파넬루스(Panellus)속에 속하는 기준종이다. 흔하고 널리 분포하는 종으로 아시아, 호주, 유럽, 북미에서 발견되며, 낙엽수, 특히 너도밤나무, 참나무, 자작나무의 통나무, 그루터기, 줄기에 무리 지어 자라거나 빽빽하게 겹쳐서 자란다. 자실체가 발달하는 동안 버섯은 작은 흰색 덩어리로 시작하여 1~3개월에 걸쳐 너비가 최대 3cm(1.2인치)에 달하는 부채꼴 또는 신장 모양의 뚜껑으로 발달한다. 뚜껑은 주황색-노란색에서 갈색을 띠고 중앙에서 벗어나거나 뚜껑 측면에 연결된 짧은 뭉툭한 줄기로 썩어가는 나무에 부착된다. 이 곰팡이는 1879년에 현재의 학명을 얻었으나 1783년 프랑스의 균류학자 장 불리아드(Jean Bulliard)가 처음으로 "Agaricus stypticus"로 기술한 이후로 많은 이름으로 알려졌다. 분자 계통발생학적 분석을 통해 부채버섯은 애주름버섯속의 개체와 밀접한 유전적 관계를 가지고 있는 것으로 나타났다.
생물발광을 하는 수십 종의 곰팡이 중 하나이다. 북미 동부 지역의 균주는 일반적으로 생물발광을 일으키지만, 북미 태평양 연안 지역과 다른 대륙의 균주는 그렇지 않다. 발광은 아가미의 가장자리와 아가미와 줄기 및 모자의 교차점에 국한된다. 생물발광은 실험실 배양에서 자란 균사체에서도 관찰할 수 있으며, 최적의 빛 생산을 위한 성장 조건이 자세히 연구되었다. 빛 생산을 담당하는 것으로 여겨지는 여러 화학 물질이 분리되고 특성화되었다. 유전자 분석에 따르면 발광은 단일 우성 대립유전자에 의해 제어되는 것으로 나타났다. 이 곰팡이와 다른 곰팡이의 빛나는 빛은 북미 동부와 남부의 초기 정착민이 만든 여우불이라는 용어에 영감을 주었다. 현대 연구에서는 다양한 환경 오염 물질을 해독하는 능력 때문에 주름버섯이 생물학적 정화 도구로서의 잠재력을 조사했다.